# Rogier Blink
Rogier Blink (Groningen, 13 januari 1982) is een Nederlandse roeier. Hij nam tweemaal deel aan de Olympische Spelen, maar won hierbij geen medaille.

## Biografie
In 2008 vertegenwoordigde hij Nederland op de Olympische Spelen van 2008 in Peking. Het team kwalificeerde zich ternauwernood door met een overwinning bij de wereldbekerstrijden in het Poolse Poznań het laatste olympische slot te bemachtigen. Op de Spelen plaatste het Nederlandse team zich via de herkansing voor de finale. In de finale miste het team met een vierde plaats een medaille.
In 2012 roeit hij opnieuw in de acht op de Olympische Spelen. De boot kwalificeerde zich opnieuw voor de finale. In 2014 behaalde Blink in de twee zonder samen met Mitchell Steenman zilver op de Europese kampioenschappen in Belgrado, Servië.
Hij is sinds 1999 lid van A.G.S.R. Gyas in Groningen.

## Titels
- Nederlands kampioen (twee zonder) - 2013, 2014, 2015
- Nederlands kampioen (acht met stuurman) - 2005, 2008
- Nederlands kampioen (dubbel vier) - 2005, 2007
- Nederlands kampioen indoorroeien - 2000

## Palmares
- 2002: 11e WK onder 23 jaar (skiff)
- 2003:  WK onder 23 jaar (skiff)
- 2004: 1e Skiffhead
- 2005: 4e Worldcup Eton (acht met stuurman)
- 2005: 4e Worldcup Luzern (acht met stuurman)
- 2005: 8e WK Gifu (acht met stuurman)
- 2006: 1e Skiffhead
- 2006: 4e Worldcup München (acht met stuurman)
- 2006: 1e Grand Challenge Cup
- 2006: Henley Royal Regatta
- 2006: 5e Worldcup Luzern (acht met stuurman)
- 2006: 14e WK Eton (acht met stuurman)
- 2007: 17e Worldcup Amsterdam (twee zonder stuurman)
- 2007:  Worldcup Luzern (vier met stuurman)
- 2007: 5e WK München (vier met stuurman)
- 2008: 8e Worldcup Luzern (acht met stuurman)
- 2008: 1e Olympisch Kwalificatietoernooi (acht met stuurman)
- 2008: 4e Olympische Spelen Peking
- 2012: 5e Olympische Spelen Londen
- 2013: 3e EK Sevilla (twee zonder stuurman)
- 2013: 3e WK Chungju (twee zonder stuurman)
- 2014: 1e Worldcup Sydney 2- (twee zonder stuurman)

Olivier Siegelaar · 
Rogier Blink · 
Jozef Klaassen · 
Meindert Klem · 
David Kuiper · 
Reinder Lubbers ·  
Mitchel Steenman · 
Olaf van Andel · 
Diederik Simon · 
Peter Wiersum (stuurman)
Rogier Blink · 
Roel Braas · 
Sjoerd Hamburger · 
Jozef Klaassen · 
Olivier Siegelaar · 
Diederik Simon · 
Mitchel Steenman · 
Matthijs Vellenga · 
Peter Wiersum (stuurman)